# Karōshi

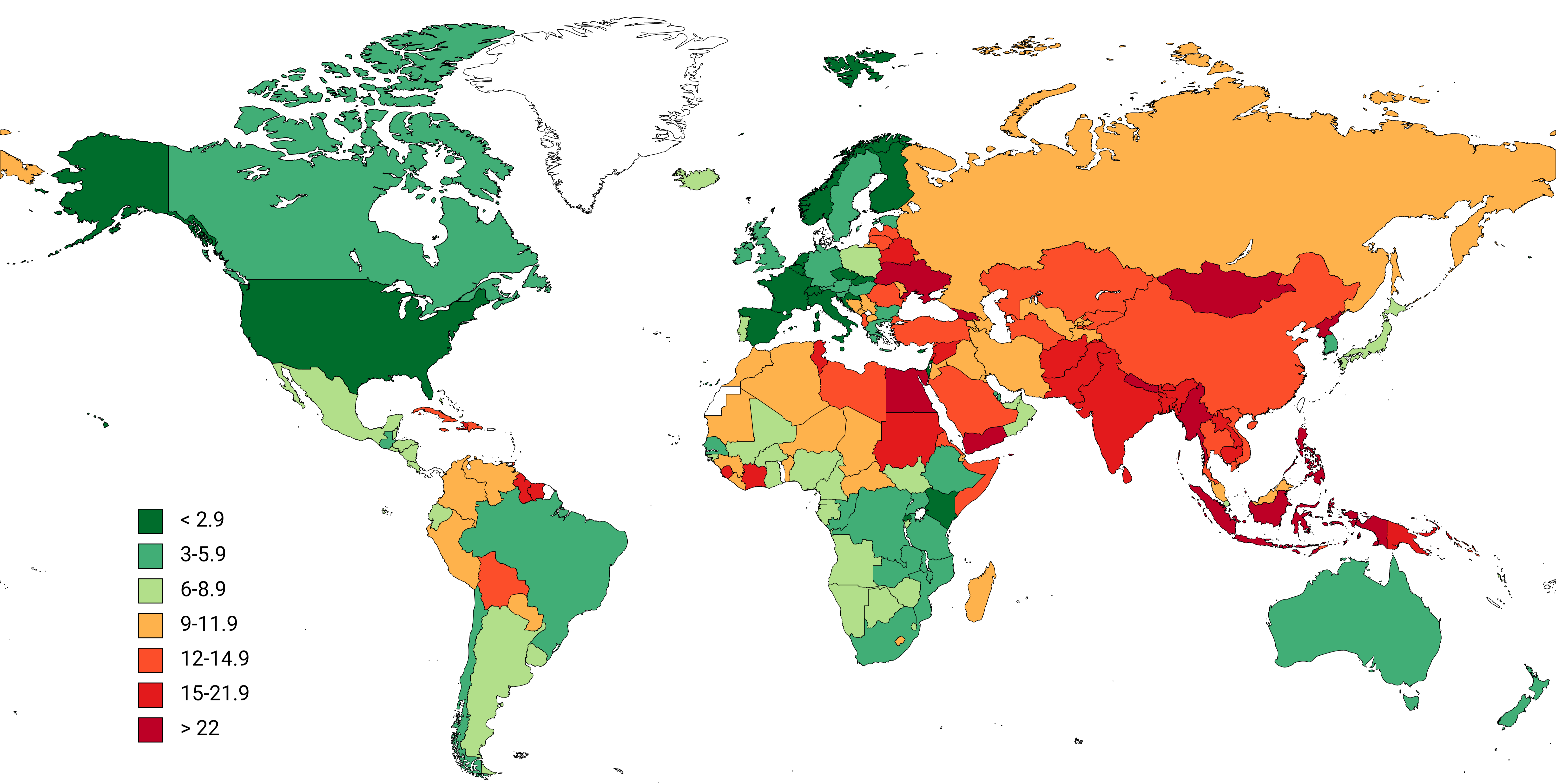
2016 – Karoshi-Fälle aufgrund hoher Arbeitsstunden pro 100.000 Personen (15+)
< 2,9
3 bis 5,9
6 bis 8,9
9 bis 11,9
12 bis 14,9
15 bis 22,9
> 22

Als Karōshi (jap. 過労死 karō shi, Tod durch Überarbeiten, Tod durch Überarbeitung) bezeichnet man in Japan einen plötzlichen berufsbezogenen Tod. Todesursache ist meist ein durch Stress ausgelöster Herzinfarkt oder Schlaganfall. Umstritten ist, ob Suizide, die auf arbeitsbedingte psychische Erkrankungen zurückzuführen sind (過労自殺 karō jisatsu), unter die Definition fallen. Etwa 40 japanische Kliniken haben sich auf Karōshi-gefährdete Fälle spezialisiert.
Der Tod durch Überarbeitung, also ein Tod aufgrund verbrauchter physischer oder mentaler Kraft durch angestaute Erschöpfung von der Arbeit, tritt weltweit auf. Doch häufig wird er nur im Kontext ostasiatischer Länder auf gesellschaftlichem Level diskutiert. Japan, aber auch weitere asiatische Länder, haben Überarbeitung als gesellschaftliches Problem erforscht und erkannt. So hat bspw. Japan im Jahr 2014 gesetzliche Maßnahmen ergriffen, um Todesfälle aufgrund von Überarbeitung zu verhindern und es wird sehr genau statistisch erfasst. In der internationalen, medizinischen Literatur wird der Tod durch Überarbeitung aber weltweit intensiv betrachtet.

## Geschichte
Der erste Fall von Karōshi wurde 1969 gemeldet, als ein 29-jähriger verheirateter Arbeiter in der Versandabteilung der größten japanischen Zeitung an einem Schlaganfall starb. Die Medien wurden jedoch erst Ende 1980 auf dieses Phänomen aufmerksam, nachdem mehrere geschäftsführende Manager im mittleren Alter ohne vorherige Anzeichen einer Erkrankung plötzlich gestorben waren. Dieses Phänomen wurde kurz darauf als Karōshi bezeichnet, und als 1987 die öffentliche Sorge darüber zunahm, begann das japanische Arbeitsministerium mit der Veröffentlichung von Karōshi-Statistiken.

## Ursache und Folgen

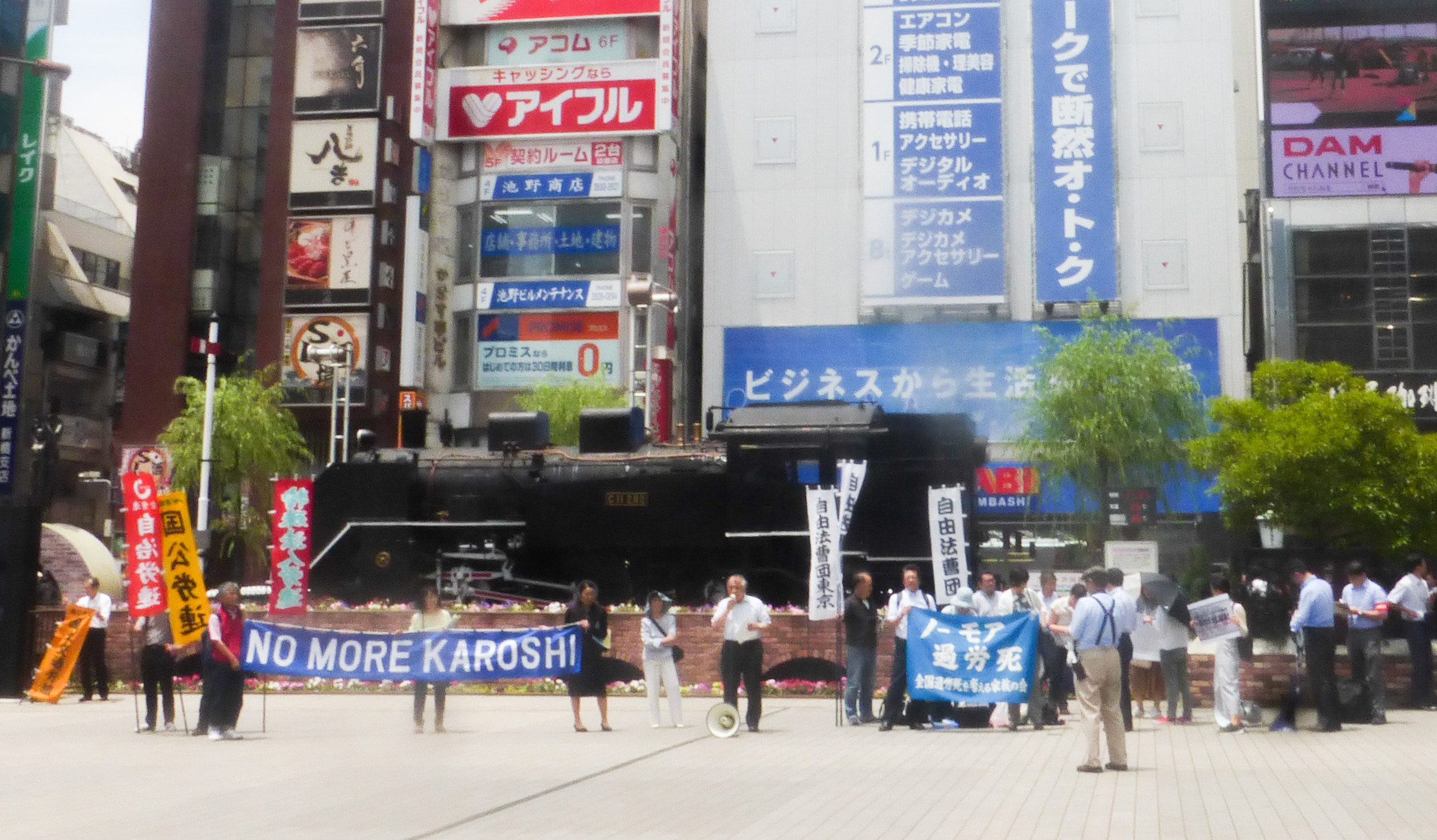
No-More-Karoshi-Protest, Tokio 2018

Als Ursache für die Karōshi-Fälle gilt der rasante wirtschaftliche Aufstieg Japans nach dem Zweiten Weltkrieg (genauer Pazifikkrieg). Mittlerweile ist anerkannt, dass Erwerbstätige nicht über Jahre hinweg sechs bis sieben Tage pro Woche mehr als zwölf Stunden täglich arbeiten können, ohne körperlich und geistig darunter zu leiden.
Aufgrund der mittlerweile erfolgten juristischen Anerkennung als haftungspflichtige Todesart verklagen immer mehr Angehörige von Karōshi-Opfern die jeweiligen Arbeitgeber auf Entschädigungszahlungen. Bevor jedoch eine Entschädigung zuerkannt werden kann, muss die Arbeitsüberwachungsbehörde den Fall als berufsbedingten Tod anerkennen.